# Pandemia de COVID-19 en Santa Fe (Argentina)
El primer caso de la pandemia del COVID-19 en Santa Fe se dio a conocer el 14 de marzo de 2020 en el departamento de Rosario. Se trataba de un varón de 28 años que regresaba de Inglaterra, Reino Unido, y presentaba un óptimo estado de salud. Al 19 de mayo de 2021 se han reportado 310,805 casos confirmados y 4,948 muertes en la totalidad de la provincia.
Por ordenanza del Decreto N.º 1172/2020 se estableció que con fecha límite 8 de noviembre en la provincia de Santa Fe y sus respectivos departamentos continuaría el Aislamiento social preventivo y obligatorio, también conocido como ASPO. 

## Cronología

### 2020: Brote inicial, crecimiento exponencial y primera ola
Casos sospechosos
Primeros casos

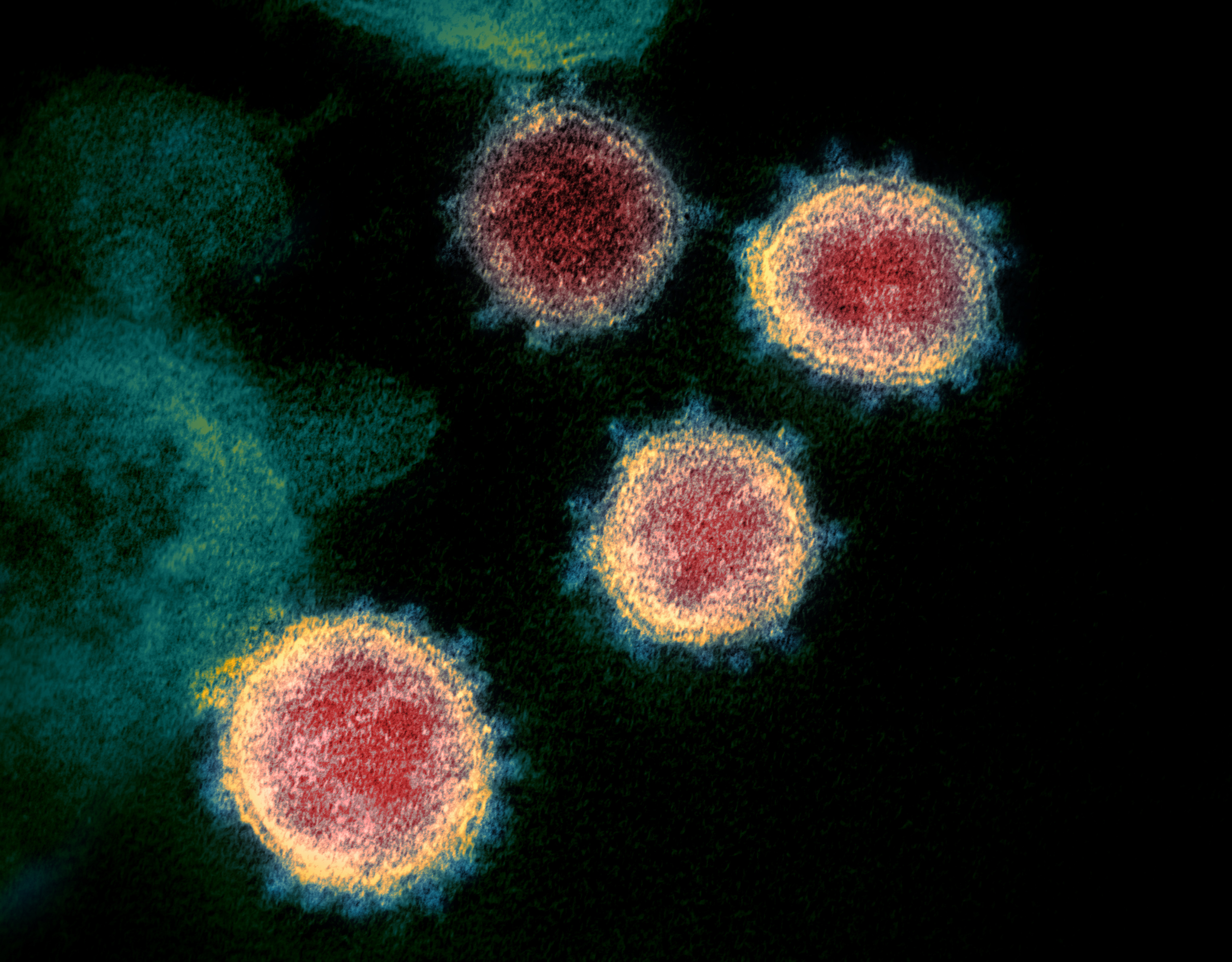
Imagen del SARS-CoV-2 captada a través de un microscopio electrónico de transmisión del Instituto Nacional de Alergias y Enfermedades Infecciosas.

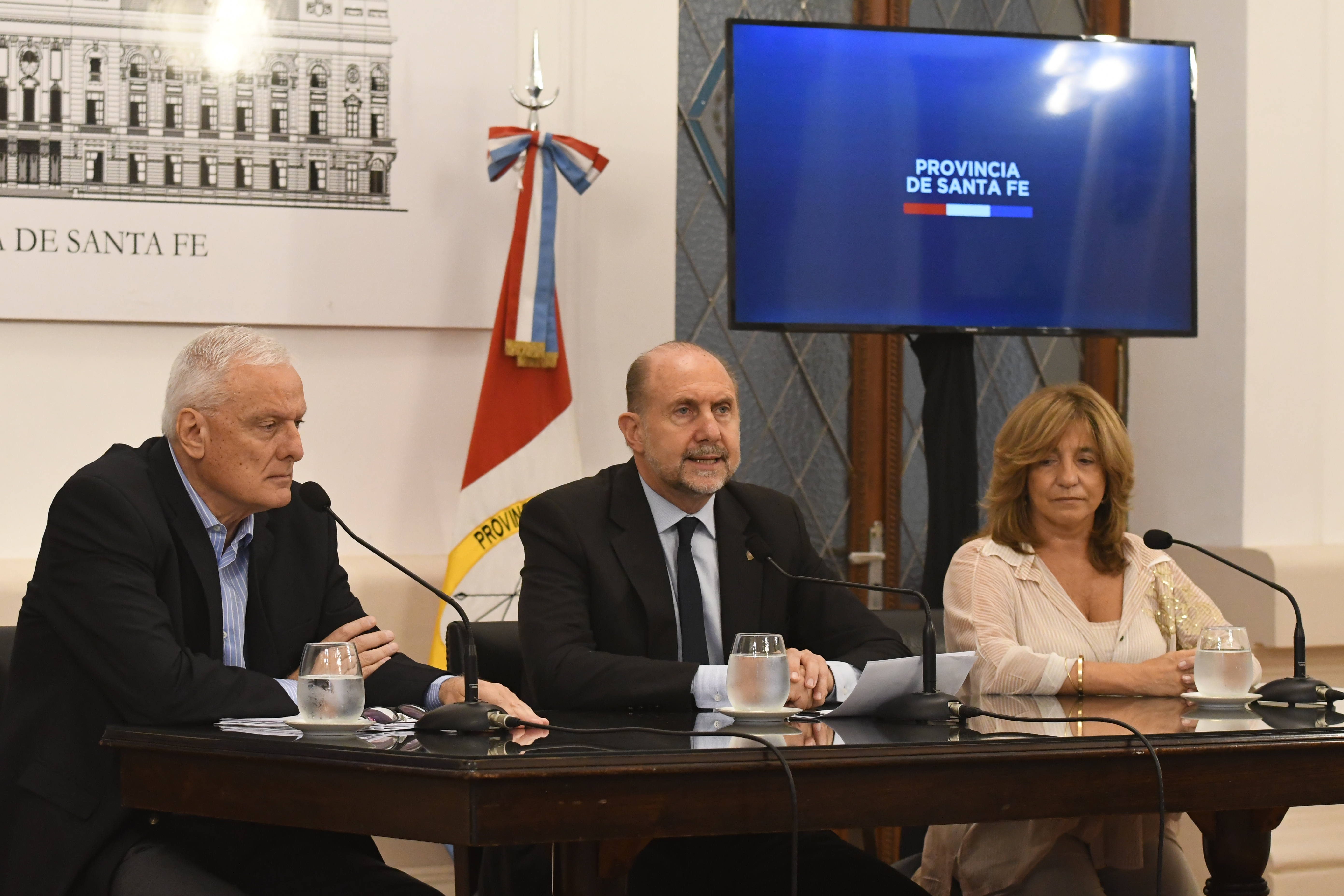
El gobernador de Santa Fe, Omar Perotti (Centro), en compañía de Carlos Parola (Izquierda) y Silvina Frana (Derecha) brindando una conferencia de prensa sobre las medidas adoptadas frente a la pandemia de COVID-19.

A mediados de marzo, más concretamente el 14 de dicho mes, el gobierno de la provincia emitió un comunicado en su página web oficial en donde informaba a la ciudadanía de haber registrado el primer caso de COVID-19 en su jurisdicción. En la escueta nota informativa, se indicó que el paciente permaneció de viaje por Inglaterra y, que llegar a Rosario mantuvo contacto con una persona, quien posteriormente recibió la indicación de mantenerse en aislamiento. Según el diario local El Litoral, el paciente cero sería un adulto de 28 años. Cinco días después, el 19, se confirmó un nuevo caso en la ciudad de Rosario, con antecedente de viaje a España
Regresaba de un viaje a España, y 6 días después de su regreso a la Argentina presentó síntomas, a lo que se le realizó una prueba de descarte en donde resultó estar contagiado. También fue internado en el Hospital Carrasco.
Como medida preventiva para frenar el contagio masivo de coronavirus en menores de edad, el 15 de marzo de 2020, el presidente Alberto Fernández dispuso como medida la suspensión absoluta de actividades escolares a nivel nacional (incluyendo la provincia de Santa Fe) en los niveles primario y secundario con fecha inicio de vigencia, 16 de marzo hasta el día 31 de marzo de 2020. No obstante, Fernández aclaró que los centros educativos estarían abiertos al público en cuestión a otras actividades extracurriculares, como en el aspecto de la alimentación de los menores.

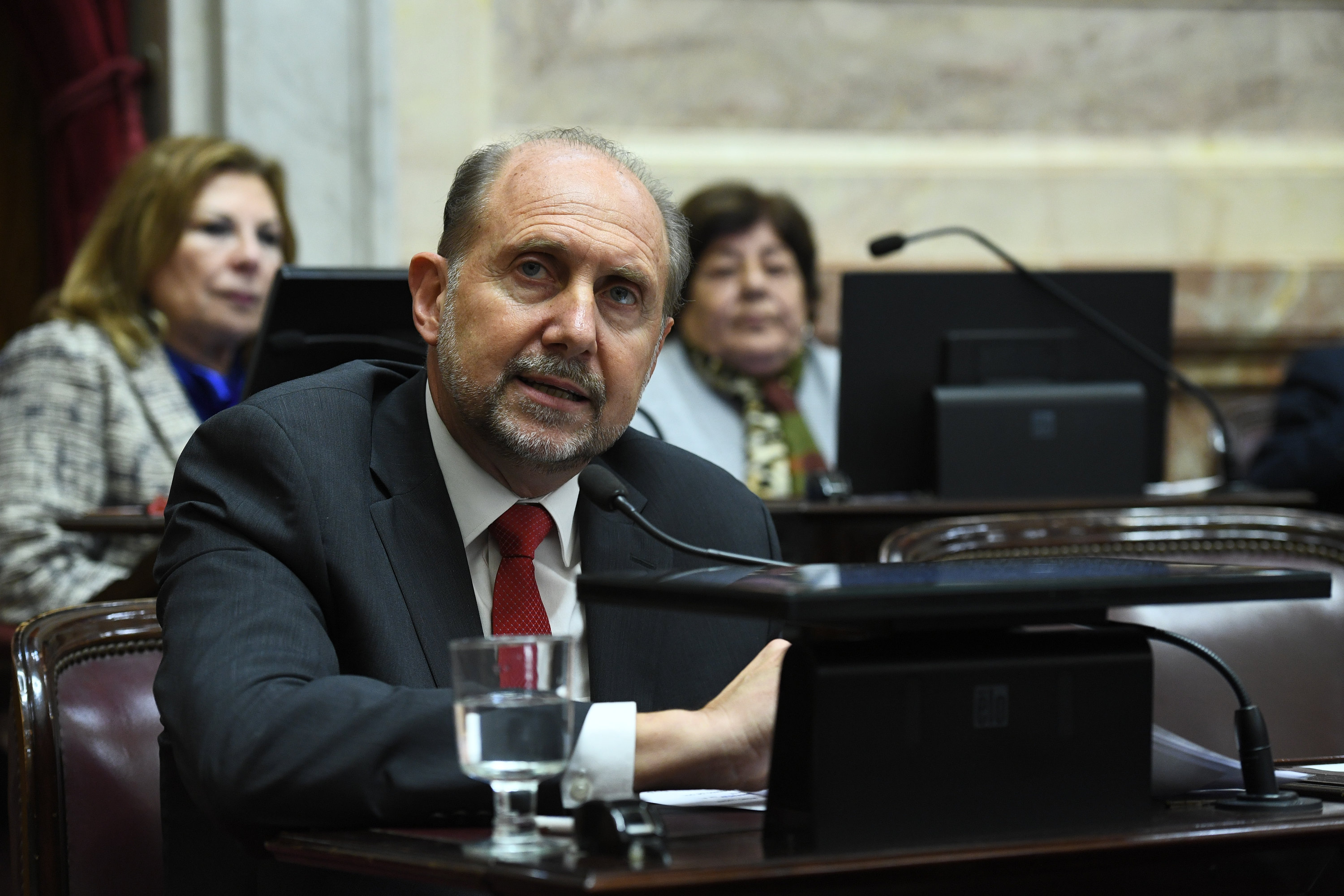
En diciembre de 2020, Omar Perotti reveló haberse enfermado de COVID-19.

El 3 de diciembre de 2020, haciendo uso de sus redes sociales, el gobernador de la provincia, Omar Perotti, confirmó que dio positivo a COVID-19. Mediante el mismo comunicó que su estado de salud era óptimo y que permanecía en su hogar acatando la cuarentena respectiva, siguiendo así las indicaciones médicas que había recibido.

## Vacunación

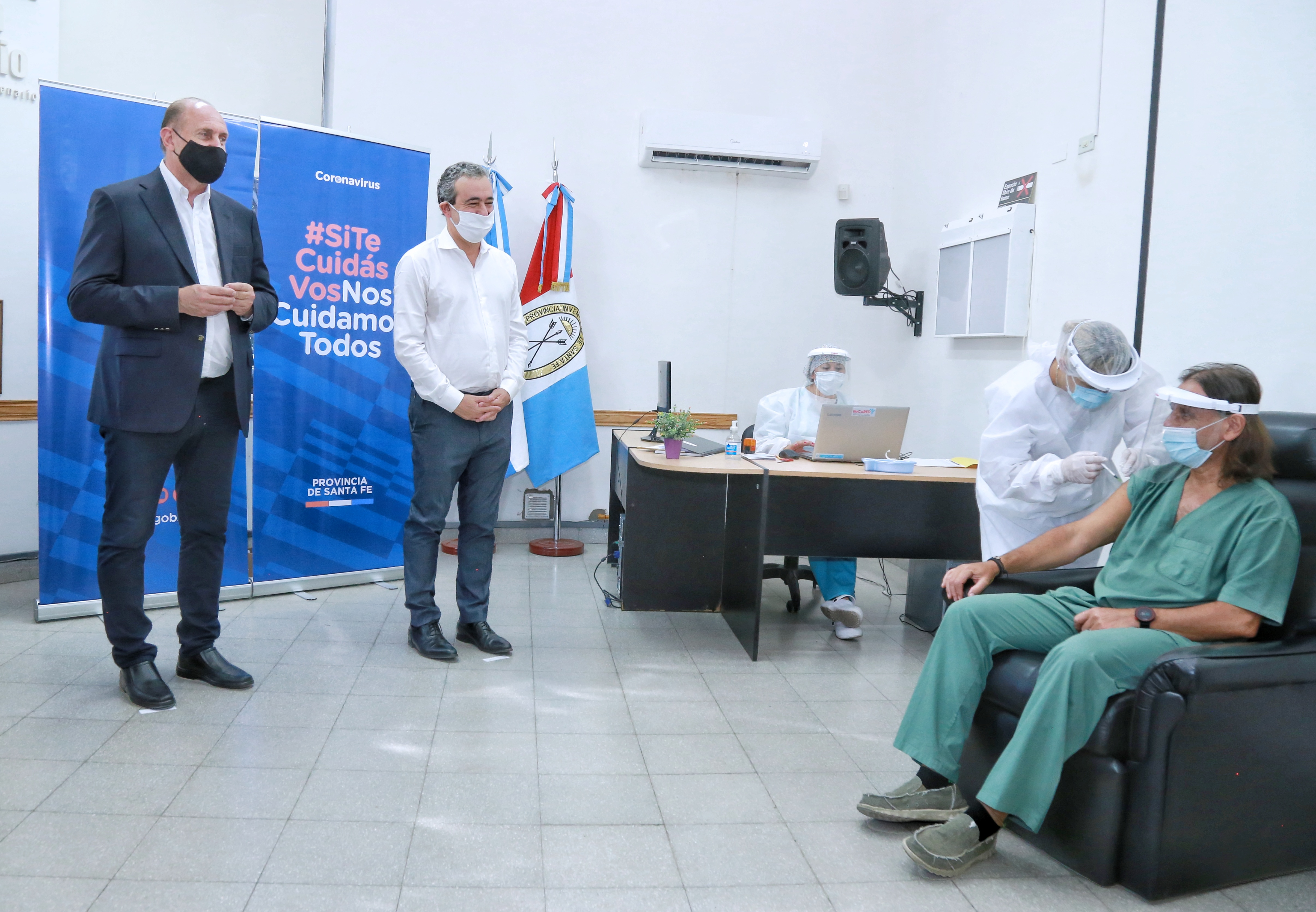
Perotti supervisando el inicio de la vacunación contra la COVID-19 en la provincia.

## Impacto

### Educación
En una reunión de emergencia, Fernández anunció la suspensión de clases desde el 16 de marzo de 2020 hasta el 31 de marzo de 2020. Tiempo después, el mandatario anunció que esta medida de prevención ante la propagación del coronavirus seguiría en vigencia hasta aproximadamente el 7 de agosto del mismo año. 

El 16 de octubre del 2020, el ministro de Educación, Nicolás Trotta conversó con el gobernador de Santa Fe, Omar Perotti mediante una videoconferencia para dialogar sobre la reapertura de 56 escuelas rurales de la provincia, en los cuales se encontraba un bajo o nulo riesgo de contagio. En la videoconferencia se evidenció que la vuelta a clases se llevara a cabo en 33 distritos de Santa Fe y que implicaría el regreso a las aulas por parte de 770 estudiantes y 275 docentes. Asimismo, se informó que esta decisión entraría en vigencia entre el 19 y el 20 de octubre del 2020.

### Penitenciario
| Prisioneros positivos a COVID-19 (en la provincia de Santa Fe) | Prisioneros positivos a COVID-19 (en la provincia de Santa Fe) | Prisioneros positivos a COVID-19 (en la provincia de Santa Fe) | Prisioneros positivos a COVID-19 (en la provincia de Santa Fe) | Prisioneros positivos a COVID-19 (en la provincia de Santa Fe) | Prisioneros positivos a COVID-19 (en la provincia de Santa Fe) | Prisioneros positivos a COVID-19 (en la provincia de Santa Fe) | Prisioneros positivos a COVID-19 (en la provincia de Santa Fe) | Prisioneros positivos a COVID-19 (en la provincia de Santa Fe) | Prisioneros positivos a COVID-19 (en la provincia de Santa Fe) |
| Penal                                                          | Población penitenciaria                                        | Confirmados                                                    | Referencia(s)                                                  |                                                                |                                                                |                                                                |                                                                |                                                                |                                                                |
| -------------------------------------------------------------- | -------------------------------------------------------------- | -------------------------------------------------------------- | -------------------------------------------------------------- | -------------------------------------------------------------- | -------------------------------------------------------------- | -------------------------------------------------------------- | -------------------------------------------------------------- | -------------------------------------------------------------- | -------------------------------------------------------------- |
| Cárcel de Coronda                                              | ≈ 7000                                                         | 97                                                             |                                                                |                                                                |                                                                |                                                                |                                                                |                                                                |                                                                |
| Total                                                          | ≈ 7000                                                         | 97                                                             |                                                                |                                                                |                                                                |                                                                |                                                                |                                                                |                                                                |
| Notas: 1.                                                      |                                                                |                                                                |                                                                |                                                                |                                                                |                                                                |                                                                |                                                                |                                                                |

El 23 de marzo de 2020 en el Centro Penitenciario de Coronda, se produjo un motín que dejó como resultado el fallecimiento de un presidiario y otras 5 personas fueron reportadas como heridos.
El 29 de agosto de 2020 el portal informativo Infobae indicó en un artículo que según un informe del Comité Nacional para la Prevención de la Tortura  de Argentina (CNPT) se habían producido hasta 46 protestas en prisiones, por parte de los internos desde que se decretó la cuarentena a nivel nacional, de las cuales 4 protestas se habían producido en la Provincia de Santa Fe.

### Religión
Tras la restricciones de libre circulación que implementó el Gobierno de Argentina en diversas provincias del país (incluida Santa Fe) para contener la propagación del COVID-19 en el territorio, muchas actividades de carácter religioso tuvieron que ser canceladas por completo o postergadas a otras fechas. Desde entonces, muchas iglesias y parroquias han decidido oficiar misas o realizar celebraciones religiosas de manera virtual para evitar la congregación de personas o las multitudes que acudían a estas festividades.
Durante la tercera semana de mayo de 2020, el Gobierno de Argentina y la Conferencia Episcopal Argentina acordaron ciertas medidas de sanidad que se debían respetar durante la reactivación de algunas actividades, como las eclesiásticas. Fue así como el Arzobispo de Santa Fe, el monseñor Sergio Fenoy dispuso que se llevarían a cabo algunos sacramentos prioritarios que no pueden ser postergados, como los bautismos y matrimonios de manera presencial. Además, informó que se tendría en cuenta un aforo limitado y las catequesis serían suspendidas.

### Economía
Según un estudio de la Bolsa de Comercio de Rosario, durante el mes de octubre de 2020, la actividad económica en la provincia cayó un 3,6% interanual. A pesar de la gran caída que sufrió la economía santafesina, la industria agropecuaria logró representar cerca del 80% del sector industrial en el mes de abril del mismo año.

## Estadísticas

### Gráficos

#### Total de casos según grupo etario
- Ministerio de Salud de Santa Fe, actualizado al 22 de mayo de 2022.

#### Total de casos según sexo
- Ministerio de Salud de Santa Fe, actualizado al 22 de mayo de 2022.

### Casos por departamentos
| Rosario               | 1 193 605 | 90 644  | 1 852 |
| Capital               | 525 093   | 33 966  | 389   |
| General López         | 191 024   | 11 930  | 260   |
| San Lorenzo           | 157 255   | 10 625  | 94    |
| Castellanos           | 178 092   | 10 472  | 181   |
| Las Colonias          | 104 946   | 6 167   | 37    |
| Caseros               | 82 100    | 5 617   | 126   |
| Constitución          | 86 910    | 5 408   | 70    |
| San Jerónimo          | 80 840    | 4 182   | 32    |
| General Obligado      | 176 410   | 3 949   | 30    |
| San Martín            | 63 842    | 3 768   | 55    |
| Iriondo               | 66 675    | 3 320   | 23    |
| San Cristóbal         | 68 878    | 2 309   | 22    |
| Belgrano              | 44 788    | 2 068   | 33    |
| Nueve de Julio        | 29 832    | 1 729   | 24    |
| San Justo             | 40 904    | 1 309   | 12    |
| Vera                  | 51 494    | 982     | 13    |
| Garay                 | 20 890    | 596     | 3     |
| San Javier            | 30 959    | 400     | 3     |
| Total de la provincia | 3 200 736 | 200 489 | 3 321 |